# Masdevallia don-quijote
Masdevallia don-quijote är en orkidéart som beskrevs av Carlyle August Luer och Angel Andreetta. Masdevallia don-quijote ingår i släktet Masdevallia och familjen orkidéer. Inga underarter finns listade i Catalogue of Life.